# Společenství apoštolského života

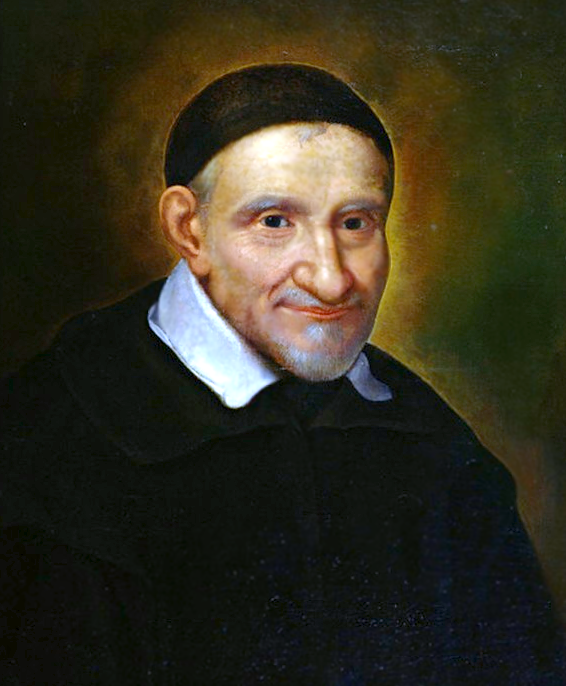
Sv. Vincenc z Pauly

Společenství či Společnost apoštolského života (latinsky Societas vitae apostolicae) je kanonické společenství v římskokatolické církvi.
Způsob života v tomto společenství je podobný jako u řeholních řádů, s nimiž jsou podle kanonického práva do značné míry podobné. Členy společenství mohou být klerici i laici (nestanoví-li její vnitřní předpisy jinak).

## Církevní právo
V Kodexu kanonického práva z roku 1983 byly vypracovány nejprve  společné standardy pro instituty zasvěceného života (řeholní a sekulární instituty). Poté následovaly předpisy pro společnosti apoštolského života, které v mnoha oblastech odkazují na dřívější sdružení a jsou také zahrnuty do katolického náboženského práva: 
Ostatní ustanovení určují organizační opatření, členství a předpisy. Komunity jsou zpočátku schváleny a kontrolovány příslušným diecézním biskupem. Papežské společnosti uznávané jako apoštolské, jsou pod vedením a dohledem vatikánského Dikasteria pro instituty zasvěceného života a pro společnosti apoštolského života .
Členové společností apoštolského života se zavazují k životu podle evangelních rad a obvykle po několika letech skládají věčné sliby, které je navždy spojují s jejich komunitou. Na rozdíl od řeholních slibů jsou tyto z právního hlediska pouze soukromé a neveřejné povahy, a proto mají nižší kanonický závazný účinek než veřejné sliby. Ve způsobu života se společenství apoštolského života příliš neliší od činných (vita activa) řeholních řádů. Obzvláště známými společnostmi jsou milosrdné sestry sv. Vincenta a Pallottini.